# 2011 UN63
2011 UN63 (também escrito como 2011 UN63) é um pequeno Troiano de Marte que orbita perto do ponto L5 de Marte (60 graus por trás de Marte em sua órbita). Este asteroide tem uma magnitude absoluta de 19,7 o que dá um diâmetro característico de 560 metros.

## Descoberta
2011 UN63 foi observada pela primeira vez no dia 27 de setembro de 2009, pelo Mt. Lemmon Survey e recebeu a designação provisória de 2009 SA170. Após ser perdido, ele foi redescoberto em 21 de outubro de 2011, novamente pelo Mt. Lemmon Survey.

## Características orbitais
2011 UN63 segue uma órbita com baixa excentricidade (0,064) com um semieixo maior de 1,52 UA. Esse objeto tem uma inclinação orbital moderada (20.4°). Foi classificada como um asteroide cruzador de Marte pelo Minor Planet Center após sua descoberta. Sua órbita é relativamente bem determinada, em março de 2013 era baseada em 64 observações com um arco de observação de 793 dias.